# La Madrid Challenge by La Vuelta 2020
La 6e édition de La Madrid Challenge by La Vuelta (officiellement Ceratizit Challenge by La Vuelta) a lieu du 6 au 8 novembre 2020 sur une distance de 190.7 km, répartis en 3 étapes entre Tolède et Madrid. Il s'agit d'une épreuve de l'UCI World Tour féminin 2020.  Elle est remportée par l'Allemande Lisa Brennauer.

## Équipes
| UCI Women's WorldTeams (6)- Alé BTC Ljubljana - Canyon-SRAM Racing - Mitchelton-Scott - Movistar Team - Sunweb Women - Trek-Segafredo Équipes féminines continentales (9)- Ceratizit-WNT Pro Cycling - Massi Tactic - BePink - Bizkaia-Durango - Doltcini-Van Eyck Sport - Hitec Products-Birk Sport - Río Miera-Cantabria Deporte - Sopela Women's Team - Valcar-Travel & Service Équipe féminine continentale- Cronos-Casa Dorada |
| |

## Étapes
| Étape     | Date   | Villes étapes                           | type                        | Distance (km) | Vainqueur d'étape | Leader du classement général |
| --------- | ------ | --------------------------------------- | --------------------------- | ------------- | ----------------- | ---------------------------- |
| 1re étape | 6 nov. | Tolède – Escalona                       | étape vallonnée             | 82,8          | Lorena Wiebes     | Lorena Wiebes                |
| 2e étape  | 7 nov. | Boadilla del Monte – Boadilla del Monte | contre-la-montre individuel | 9,3           | Lisa Brennauer    | Lisa Brennauer               |
| 3e étape  | 8 nov. | Madrid – Madrid                         | étape de plaine             | 98,6          | Elisa Balsamo     | Lisa Brennauer               |

## Parcours
Le parcours du contre-la-montre est identique à celui de l'année précédente.

## Déroulement de la course

### 1reétape
L'étape est venteuse. Il n'y a pas d'attaque jusqu'à cinquante-cinq kilomètres de l'arrivée, quand Mireia Benito  parvient à s'échapper. Son avance atteint quarante secondes. Une moto ouvreuse se trompe de direction. La course est arrêtée et on restitue à Benito son avance initiale. Elle est reprise à trente-cinq kilomètres de la ligne. Elisabet Escursell  et Silvia Valsecchi attaquent à vingt kilomètres de l'arrivée sans succès. Małgorzata Jasińska sort à onze kilomètres du but et prend jusqu'à trente secondes d'avance. À sept kilomètres de la fin, elle est reprise. Lisa Brennauer lance le sprint, mais Lorena Wiebes la dépasse avec autorité et s'impose.
| \| Classement de l'étape \| Classement de l'étape \| Classement de l'étape \| Classement de l'étape \| Classement de l'étape \| \| Coureuse \| Coureuse \| Pays \| Équipe \| Temps \| \| --------------------- \| --------------------- \| --------------------- \| ------------------------- \| --------------------- \| \| 1re \| Lorena Wiebes \| Pays-Bas \| Sunweb \| 2 h 00 min 16 s \| \| 2e \| Elisa Balsamo \| Italie \| Valcar-Travel & Service \| + 0 s \| \| 3e \| Lisa Brennauer \| Allemagne \| Ceratizit-WNT Pro Cycling \| + 0 s \| \| 4e \| Jelena Erić \| Serbie \| Movistar Team \| + 0 s \| \| 5e \| Alice Barnes \| Royaume-Uni \| Canyon-SRAM Racing \| + 3 s \| \| 6e \| Silvia Zanardi \| Italie \| Bepink \| + 4 s \| \| 7e \| Alexis Magner \| États-Unis \| Canyon-SRAM Racing \| + 4 s \| \| 8e \| Laura Asencio \| France \| Ceratizit-WNT Pro Cycling \| + 4 s \| \| 9e \| Vittoria Guazzini \| Italie \| Valcar-Travel & Service \| + 4 s \| \| 10e \| Sarah Roy \| Australie \| Mitchelton-Scott \| + 4 s \| |                   |             |                           |                 |
| |                   |             |                           |                 |
| Source : ProCyclingStats |                   |             |                           |                 |
| Classement de l'étape |                   |             |                           |                 |
| Coureuse | Coureuse          | Pays        | Équipe                    | Temps           |
| 1re | Lorena Wiebes     | Pays-Bas    | Sunweb                    | 2 h 00 min 16 s |
| 2e | Elisa Balsamo     | Italie      | Valcar-Travel & Service   | + 0 s           |
| 3e | Lisa Brennauer    | Allemagne   | Ceratizit-WNT Pro Cycling | + 0 s           |
| 4e | Jelena Erić       | Serbie      | Movistar Team             | + 0 s           |
| 5e | Alice Barnes      | Royaume-Uni | Canyon-SRAM Racing        | + 3 s           |
| 6e | Silvia Zanardi    | Italie      | Bepink                    | + 4 s           |
| 7e | Alexis Magner     | États-Unis  | Canyon-SRAM Racing        | + 4 s           |
| 8e | Laura Asencio     | France      | Ceratizit-WNT Pro Cycling | + 4 s           |
| 9e | Vittoria Guazzini | Italie      | Valcar-Travel & Service   | + 4 s           |
| 10e | Sarah Roy         | Australie   | Mitchelton-Scott          | + 4 s           |

| \| Classement général \| Classement général \| Classement général \| Classement général \| Classement général \| \| Coureuse \| Coureuse \| Pays \| Équipe \| Temps \| \| ------------------ \| ------------------ \| ------------------ \| ------------------------- \| ------------------ \| \| 1re \| Lorena Wiebes \| Pays-Bas \| Sunweb \| 2 h 00 min 01 s \| \| 2e \| Elisa Balsamo \| Italie \| Valcar-Travel & Service \| + 5 s \| \| 3e \| Lisa Brennauer \| Allemagne \| Ceratizit-WNT Pro Cycling \| + 10 s \| \| 4e \| Jelena Erić \| Serbie \| Movistar Team \| + 15 s \| \| 5e \| Alice Barnes \| Royaume-Uni \| Canyon-SRAM Racing \| + 18 s \| \| 6e \| Silvia Zanardi \| Italie \| Bepink \| + 19 s \| \| 7e \| Alexis Magner \| États-Unis \| Canyon-SRAM Racing \| + 19 s \| \| 8e \| Laura Asencio \| France \| Ceratizit-WNT Pro Cycling \| + 19 s \| \| 9e \| Vittoria Guazzini \| Italie \| Valcar-Travel & Service \| + 19 s \| \| 10e \| Sarah Roy \| Australie \| Mitchelton-Scott \| + 19 s \| |                   |             |                           |                 |
| |                   |             |                           |                 |
| Source : ProCyclingStats |                   |             |                           |                 |
| Classement général |                   |             |                           |                 |
| Coureuse | Coureuse          | Pays        | Équipe                    | Temps           |
| 1re | Lorena Wiebes     | Pays-Bas    | Sunweb                    | 2 h 00 min 01 s |
| 2e | Elisa Balsamo     | Italie      | Valcar-Travel & Service   | + 5 s           |
| 3e | Lisa Brennauer    | Allemagne   | Ceratizit-WNT Pro Cycling | + 10 s          |
| 4e | Jelena Erić       | Serbie      | Movistar Team             | + 15 s          |
| 5e | Alice Barnes      | Royaume-Uni | Canyon-SRAM Racing        | + 18 s          |
| 6e | Silvia Zanardi    | Italie      | Bepink                    | + 19 s          |
| 7e | Alexis Magner     | États-Unis  | Canyon-SRAM Racing        | + 19 s          |
| 8e | Laura Asencio     | France      | Ceratizit-WNT Pro Cycling | + 19 s          |
| 9e | Vittoria Guazzini | Italie      | Valcar-Travel & Service   | + 19 s          |
| 10e | Sarah Roy         | Australie   | Mitchelton-Scott          | + 19 s          |

| Classement par points | Classement par points | Classement par points | Classement par points     | Classement par points |
| Coureuse              | Coureuse              | Pays                  | Équipe                    | Points                |
| --------------------- | --------------------- | --------------------- | ------------------------- | --------------------- |
| 1re                   | Lorena Wiebes         | Pays-Bas              | Sunweb                    | 5 pts                 |
| 2e                    | Elisa Balsamo         | Italie                | Valcar-Travel & Service   | 4 pts                 |
| 3e                    | Lisa Brennauer        | Allemagne             | Ceratizit-WNT Pro Cycling | 3 pts                 |
| 4e                    | Jelena Erić           | Serbie                | Movistar Team             | 2 pts                 |
| 5e                    | Alice Barnes          | Royaume-Uni           | Canyon-SRAM Racing        | 1 pt                  |

### 2eétape
Comme l'année précédente, Lisa Brennauer remporte le contre-la-montre de la deuxième étape avec une seconde d'avance sur Elisa Longo Borghini.
| \| Classement de l'étape \| Classement de l'étape \| Classement de l'étape \| Classement de l'étape \| Classement de l'étape \| \| Coureuse \| Coureuse \| Pays \| Équipe \| Temps \| \| --------------------- \| --------------------- \| --------------------- \| ------------------------- \| --------------------- \| \| 1re \| Lisa Brennauer \| Allemagne \| Ceratizit-WNT Pro Cycling \| 12 min 40 s \| \| 2e \| Elisa Longo Borghini \| Italie \| Trek-Segafredo \| + 1 s \| \| 3e \| Ellen van Dijk \| Pays-Bas \| Trek-Segafredo \| + 4 s \| \| 4e \| Annemiek van Vleuten \| Pays-Bas \| Mitchelton-Scott \| + 8 s \| \| 5e \| Leah Kirchmann \| Canada \| Sunweb \| + 14 s \| \| 6e \| Sarah Roy \| Australie \| Mitchelton-Scott \| + 18 s \| \| 7e \| Mieke Kröger \| Allemagne \| Hitec Products-Birk Sport \| + 21 s \| \| 8e \| Alice Barnes \| Royaume-Uni \| Canyon-SRAM Racing \| + 25 s \| \| 9e \| Maaike Boogaard \| Pays-Bas \| Alé BTC Ljubljana \| + 26 s \| \| 10e \| Hannah Ludwig \| Allemagne \| Canyon-SRAM Racing \| + 28 s \| |                      |             |                           |             |
| |                      |             |                           |             |
| Source : ProCyclingStats |                      |             |                           |             |
| Classement de l'étape |                      |             |                           |             |
| Coureuse | Coureuse             | Pays        | Équipe                    | Temps       |
| 1re | Lisa Brennauer       | Allemagne   | Ceratizit-WNT Pro Cycling | 12 min 40 s |
| 2e | Elisa Longo Borghini | Italie      | Trek-Segafredo            | + 1 s       |
| 3e | Ellen van Dijk       | Pays-Bas    | Trek-Segafredo            | + 4 s       |
| 4e | Annemiek van Vleuten | Pays-Bas    | Mitchelton-Scott          | + 8 s       |
| 5e | Leah Kirchmann       | Canada      | Sunweb                    | + 14 s      |
| 6e | Sarah Roy            | Australie   | Mitchelton-Scott          | + 18 s      |
| 7e | Mieke Kröger         | Allemagne   | Hitec Products-Birk Sport | + 21 s      |
| 8e | Alice Barnes         | Royaume-Uni | Canyon-SRAM Racing        | + 25 s      |
| 9e | Maaike Boogaard      | Pays-Bas    | Alé BTC Ljubljana         | + 26 s      |
| 10e | Hannah Ludwig        | Allemagne   | Canyon-SRAM Racing        | + 28 s      |

| \| Classement général \| Classement général \| Classement général \| Classement général \| Classement général \| \| Coureuse \| Coureuse \| Pays \| Équipe \| Temps \| \| ------------------ \| -------------------- \| ------------------ \| ------------------------- \| ------------------ \| \| 1re \| Lisa Brennauer \| Allemagne \| Ceratizit-WNT Pro Cycling \| 2 h 12 min 51 s \| \| 2e \| Elisa Longo Borghini \| Italie \| Trek-Segafredo \| + 10 s \| \| 3e \| Ellen van Dijk \| Pays-Bas \| Trek-Segafredo \| + 13 s \| \| 4e \| Annemiek van Vleuten \| Pays-Bas \| Mitchelton-Scott \| + 17 s \| \| 5e \| Lorena Wiebes \| Pays-Bas \| Sunweb \| + 18 s \| \| 6e \| Leah Kirchmann \| Canada \| Sunweb \| + 23 s \| \| 7e \| Sarah Roy \| Australie \| Mitchelton-Scott \| + 27 s \| \| 8e \| Mieke Kröger \| Allemagne \| Hitec Products-Birk Sport \| + 30 s \| \| 9e \| Alice Barnes \| Royaume-Uni \| Canyon-SRAM Racing \| + 33 s \| \| 10e \| Maaike Boogaard \| Pays-Bas \| Alé BTC Ljubljana \| + 35 s \| |                      |             |                           |                 |
| |                      |             |                           |                 |
| Source : ProCyclingStats |                      |             |                           |                 |
| Classement général |                      |             |                           |                 |
| Coureuse | Coureuse             | Pays        | Équipe                    | Temps           |
| 1re | Lisa Brennauer       | Allemagne   | Ceratizit-WNT Pro Cycling | 2 h 12 min 51 s |
| 2e | Elisa Longo Borghini | Italie      | Trek-Segafredo            | + 10 s          |
| 3e | Ellen van Dijk       | Pays-Bas    | Trek-Segafredo            | + 13 s          |
| 4e | Annemiek van Vleuten | Pays-Bas    | Mitchelton-Scott          | + 17 s          |
| 5e | Lorena Wiebes        | Pays-Bas    | Sunweb                    | + 18 s          |
| 6e | Leah Kirchmann       | Canada      | Sunweb                    | + 23 s          |
| 7e | Sarah Roy            | Australie   | Mitchelton-Scott          | + 27 s          |
| 8e | Mieke Kröger         | Allemagne   | Hitec Products-Birk Sport | + 30 s          |
| 9e | Alice Barnes         | Royaume-Uni | Canyon-SRAM Racing        | + 33 s          |
| 10e | Maaike Boogaard      | Pays-Bas    | Alé BTC Ljubljana         | + 35 s          |

### 3eétape

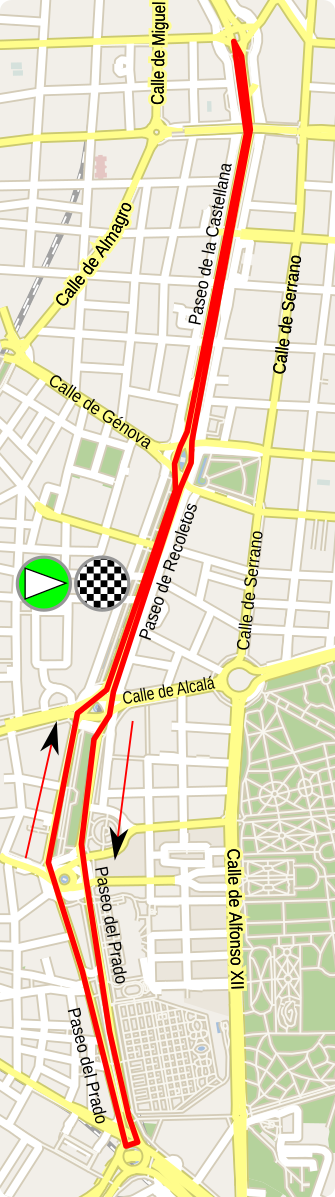
Circuit de la dernière étape

Le premier sprint intermédiaire est remporté par Lorena Wiebes devant Lisa Brennauer. Cette dernière remporte le second sprint. Lors du sixième tour, Jessica Allen s'échappe. Quand elle reprise, Jessica Roberts contre. Elle passe en tête lors du troisième sprint intermédiaire devant Wiebes. Les attaques suivantes sont reprises par la formation Sunweb. Ellen van Dijk et Annemiek van Vleuten sortent avec six autres coureuses. La poursuite s'engage immédiatement et le groupe est repris avant le quatrième sprint intermédiaire. Elisa Longo Borghini contre et gagne les bonifications. Elle empoche au total quinze secondes de bonifications, tandis que Lisa Brennauer prend toujours la seconde place de ces sprints. Elisa Longo Borghini est finalement reprise à treize kilomètres de l'arrivée. Dans le dernier tour, Małgorzata Jasińska et Eri Yonamine tentent mais sont rapidement revues. Maria Giulia Confalonieri ouvre le sprint, Chiara Consonni prend le relais. Lorena Wiebes place son accélération à deux cent cinquante mètres, Elisa Balsamo la suit immédiatement avant de la passer dans les derniers mètres.
| \| Classement de l'étape \| Classement de l'étape \| Classement de l'étape \| Classement de l'étape \| Classement de l'étape \| \| Coureuse \| Coureuse \| Pays \| Équipe \| Temps \| \| --------------------- \| --------------------- \| --------------------- \| ------------------------- \| --------------------- \| \| 1re \| Elisa Balsamo \| Italie \| Valcar-Travel & Service \| 2 h 16 min 49 s \| \| 2e \| Lorena Wiebes \| Pays-Bas \| Sunweb \| + 0 s \| \| 3e \| Marta Bastianelli \| Italie \| Alé BTC Ljubljana \| + 0 s \| \| 4e \| Chiara Consonni \| Italie \| Valcar-Travel & Service \| + 0 s \| \| 5e \| Silvia Zanardi \| Italie \| Bepink \| + 0 s \| \| 6e \| Barbara Guarischi \| Italie \| Movistar Team \| + 0 s \| \| 7e \| Lisa Brennauer \| Allemagne \| Ceratizit-WNT Pro Cycling \| + 0 s \| \| 8e \| Sandra Alonso \| Espagne \| Cronos-Casa Dorada \| + 0 s \| \| 9e \| Jelena Erić \| Serbie \| Movistar Team \| + 0 s \| \| 10e \| Elisa Longo Borghini \| Italie \| Trek-Segafredo \| + 0 s \| |                      |           |                           |                 |
| |                      |           |                           |                 |
| Source : ProCyclingStats |                      |           |                           |                 |
| Classement de l'étape |                      |           |                           |                 |
| Coureuse | Coureuse             | Pays      | Équipe                    | Temps           |
| 1re | Elisa Balsamo        | Italie    | Valcar-Travel & Service   | 2 h 16 min 49 s |
| 2e | Lorena Wiebes        | Pays-Bas  | Sunweb                    | + 0 s           |
| 3e | Marta Bastianelli    | Italie    | Alé BTC Ljubljana         | + 0 s           |
| 4e | Chiara Consonni      | Italie    | Valcar-Travel & Service   | + 0 s           |
| 5e | Silvia Zanardi       | Italie    | Bepink                    | + 0 s           |
| 6e | Barbara Guarischi    | Italie    | Movistar Team             | + 0 s           |
| 7e | Lisa Brennauer       | Allemagne | Ceratizit-WNT Pro Cycling | + 0 s           |
| 8e | Sandra Alonso        | Espagne   | Cronos-Casa Dorada        | + 0 s           |
| 9e | Jelena Erić          | Serbie    | Movistar Team             | + 0 s           |
| 10e | Elisa Longo Borghini | Italie    | Trek-Segafredo            | + 0 s           |

## Classements finals

### Classement général final
| \| Classement général \| Classement général \| Classement général \| Classement général \| Classement général \| \| Coureuse \| Coureuse \| Pays \| Équipe \| Temps \| \| ------------------ \| -------------------- \| ------------------ \| ------------------------- \| ------------------ \| \| 1re \| Lisa Brennauer \| Allemagne \| Ceratizit-WNT Pro Cycling \| 4 h 29 min 21 s \| \| 2e \| Elisa Longo Borghini \| Italie \| Trek-Segafredo \| + 12 s \| \| 3e \| Lorena Wiebes \| Pays-Bas \| Sunweb \| + 13 s \| \| 4e \| Ellen van Dijk \| Pays-Bas \| Trek-Segafredo \| + 31 s \| \| 5e \| Leah Kirchmann \| Canada \| Sunweb \| + 42 s \| \| 6e \| Annemiek van Vleuten \| Pays-Bas \| Mitchelton-Scott \| + 44 s \| \| 7e \| Sarah Roy \| Australie \| Mitchelton-Scott \| + 46 s \| \| 8e \| Maaike Boogaard \| Pays-Bas \| Alé BTC Ljubljana \| + 52 s \| \| 9e \| Alice Barnes \| Royaume-Uni \| Canyon-SRAM Racing \| + 52 s \| \| 10e \| Mieke Kröger \| Allemagne \| Hitec Products-Birk Sport \| + 57 s \| |                      |             |                           |                 |
| |                      |             |                           |                 |
| Source : ProCyclingStats |                      |             |                           |                 |
| Classement général |                      |             |                           |                 |
| Coureuse | Coureuse             | Pays        | Équipe                    | Temps           |
| 1re | Lisa Brennauer       | Allemagne   | Ceratizit-WNT Pro Cycling | 4 h 29 min 21 s |
| 2e | Elisa Longo Borghini | Italie      | Trek-Segafredo            | + 12 s          |
| 3e | Lorena Wiebes        | Pays-Bas    | Sunweb                    | + 13 s          |
| 4e | Ellen van Dijk       | Pays-Bas    | Trek-Segafredo            | + 31 s          |
| 5e | Leah Kirchmann       | Canada      | Sunweb                    | + 42 s          |
| 6e | Annemiek van Vleuten | Pays-Bas    | Mitchelton-Scott          | + 44 s          |
| 7e | Sarah Roy            | Australie   | Mitchelton-Scott          | + 46 s          |
| 8e | Maaike Boogaard      | Pays-Bas    | Alé BTC Ljubljana         | + 52 s          |
| 9e | Alice Barnes         | Royaume-Uni | Canyon-SRAM Racing        | + 52 s          |
| 10e | Mieke Kröger         | Allemagne   | Hitec Products-Birk Sport | + 57 s          |

### Classements annexes
| Classement par points | Classement par points | Classement par points | Classement par points     | Classement par points |
| Coureuse              | Coureuse              | Pays                  | Équipe                    | Points                |
| --------------------- | --------------------- | --------------------- | ------------------------- | --------------------- |
| 1re                   | Lisa Brennauer        | Allemagne             | Ceratizit-WNT Pro Cycling | 38 pts                |
| 2e                    | Lorena Wiebes         | Pays-Bas              | Sunweb                    | 36 pts                |
| 3e                    | Elisa Longo Borghini  | Italie                | Trek-Segafredo            | 30 pts                |
| 4e                    | Elisa Balsamo         | Italie                | Valcar-Travel & Service   | 15 pts                |
| 5e                    | Silvia Zanardi        | Italie                | Bepink                    | 14 pts                |
| 6e                    | Hannah Ludwig         | Allemagne             | Canyon-SRAM Racing        | 13 pts                |
| 7e                    | Jessica Roberts       | Royaume-Uni           | Mitchelton-Scott          | 11 pts                |
| 8e                    | Janneke Ensing        | Pays-Bas              | Mitchelton-Scott          | 9 pts                 |
| 9e                    | Maaike Boogaard       | Pays-Bas              | Alé BTC Ljubljana         | 8 pts                 |
| 10e                   | Wilma Olausson        | Suède                 | Sunweb                    | 8 pts                 |

| Classement par points | Classement par points | Classement par points | Classement par points     | Classement par points |
| Coureuse              | Coureuse              | Pays                  | Équipe                    | Points                |
| --------------------- | --------------------- | --------------------- | ------------------------- | --------------------- |
| 1re                   | Lisa Brennauer        | Allemagne             | Ceratizit-WNT Pro Cycling | 38 pts                |
| 2e                    | Lorena Wiebes         | Pays-Bas              | Sunweb                    | 36 pts                |
| 3e                    | Elisa Longo Borghini  | Italie                | Trek-Segafredo            | 30 pts                |
| 4e                    | Elisa Balsamo         | Italie                | Valcar-Travel & Service   | 15 pts                |
| 5e                    | Silvia Zanardi        | Italie                | Bepink                    | 14 pts                |
| 6e                    | Hannah Ludwig         | Allemagne             | Canyon-SRAM Racing        | 13 pts                |
| 7e                    | Jessica Roberts       | Royaume-Uni           | Mitchelton-Scott          | 11 pts                |
| 8e                    | Janneke Ensing        | Pays-Bas              | Mitchelton-Scott          | 9 pts                 |
| 9e                    | Maaike Boogaard       | Pays-Bas              | Alé BTC Ljubljana         | 8 pts                 |
| 10e                   | Wilma Olausson        | Suède                 | Sunweb                    | 8 pts                 |

| Classement du meilleur jeune | Classement du meilleur jeune | Classement du meilleur jeune | Classement du meilleur jeune | Classement du meilleur jeune |
| Coureuse                     | Coureuse                     | Pays                         | Équipe                       | Temps                        |
| ---------------------------- | ---------------------------- | ---------------------------- | ---------------------------- | ---------------------------- |
| 1re                          | Lorena Wiebes                | Pays-Bas                     | Sunweb                       | 4 h 29 min 34 s              |
| 2e                           | Maaike Boogaard              | Pays-Bas                     | Alé BTC Ljubljana            | + 39 s                       |
| 3e                           | Alice Barnes                 | Royaume-Uni                  | Canyon-SRAM Racing           | + 39 s                       |
| 4e                           | Elisa Balsamo                | Italie                       | Valcar-Travel & Service      | + 46 s                       |
| 5e                           | Hannah Ludwig                | Allemagne                    | Canyon-SRAM Racing           | + 51 s                       |
| 6e                           | Jessica Roberts              | Royaume-Uni                  | Mitchelton-Scott             | + 55 s                       |
| 7e                           | Marta Cavalli                | Italie                       | Valcar-Travel & Service      | + 56 s                       |
| 8e                           | Liane Lippert                | Allemagne                    | Sunweb                       | + 58 s                       |
| 9e                           | Jelena Erić                  | Serbie                       | Movistar Team                | + 1 min 06 s                 |
| 10e                          | Christina Schweinberger      | Autriche                     | Doltcini-Van Eyck-Proximus   | + 1 min 10 s                 |

| Classement du meilleur jeune | Classement du meilleur jeune | Classement du meilleur jeune | Classement du meilleur jeune | Classement du meilleur jeune |
| Coureuse                     | Coureuse                     | Pays                         | Équipe                       | Temps                        |
| ---------------------------- | ---------------------------- | ---------------------------- | ---------------------------- | ---------------------------- |
| 1re                          | Lorena Wiebes                | Pays-Bas                     | Sunweb                       | 4 h 29 min 34 s              |
| 2e                           | Maaike Boogaard              | Pays-Bas                     | Alé BTC Ljubljana            | + 39 s                       |
| 3e                           | Alice Barnes                 | Royaume-Uni                  | Canyon-SRAM Racing           | + 39 s                       |
| 4e                           | Elisa Balsamo                | Italie                       | Valcar-Travel & Service      | + 46 s                       |
| 5e                           | Hannah Ludwig                | Allemagne                    | Canyon-SRAM Racing           | + 51 s                       |
| 6e                           | Jessica Roberts              | Royaume-Uni                  | Mitchelton-Scott             | + 55 s                       |
| 7e                           | Marta Cavalli                | Italie                       | Valcar-Travel & Service      | + 56 s                       |
| 8e                           | Liane Lippert                | Allemagne                    | Sunweb                       | + 58 s                       |
| 9e                           | Jelena Erić                  | Serbie                       | Movistar Team                | + 1 min 06 s                 |
| 10e                          | Christina Schweinberger      | Autriche                     | Doltcini-Van Eyck-Proximus   | + 1 min 10 s                 |

## Évolution des classements
| Étape              | Vainqueur          | Classement général | Classement par points | Classement par équipes    |
| ------------------ | ------------------ | ------------------ | --------------------- | ------------------------- |
| 1                  | Lorena Wiebes      | Lorena Wiebes      | Lorena Wiebes         | Ceratizit-WNT Pro Cycling |
| 2                  | Lisa Brennauer     | Lisa Brennauer     | Lisa Brennauer        | Trek-Segafredo            |
| 3                  | Elisa Balsamo      | Lisa Brennauer     | Lisa Brennauer        | Trek-Segafredo            |
| Classements finals | Classements finals | Lisa Brennauer     | Lisa Brennauer        | Trek-Segafredo            |

## Liste des participantes
| Légende | Légende                                                                           | Légende | Légende                                                    |
| ------- | --------------------------------------------------------------------------------- | ------- | ---------------------------------------------------------- |
| Num     | Dossard de départ porté par le coureur sur cette La Madrid Challenge by La Vuelta | Pos     | Position à l'arrivée de la course                          |
|         | Indique un maillot de champion national ou mondial, suivi de sa spécialité        | NP      | Indique un coureur qui n'a pas pris le départ de la course |
| AB      | Indique un coureur qui n'a pas terminé la course                                  | HD      | Indique un coureur qui a terminé la course hors des délais |

| Ceratizit-WNT Pro Cycling WNT | Ceratizit-WNT Pro Cycling WNT   | Ceratizit-WNT Pro Cycling WNT |
| ----------------------------- | ------------------------------- | ----------------------------- |
| Num                           | Coureuse                        | Pos                           |
| 1                             | Lisa Brennauer (GER) (route)    | 1re                           |
| 2                             | Laura Asencio (FRA)             | 41e                           |
| 3                             | Maria Giulia Confalonieri (ITA) | 31e                           |
| 4                             | Julie Norman Leth (DEN)         | 25e                           |
| 5                             | Sarah Rijkes (AUT)              | 51e                           |
| 6                             | Lara Vieceli (ITA)              | 42e                           |

| Trek-Segafredo TFS | Trek-Segafredo TFS                           | Trek-Segafredo TFS |
| ------------------ | -------------------------------------------- | ------------------ |
| Num                | Coureuse                                     | Pos                |
| 11                 | Audrey Cordon-Ragot (FRA) (route)            | 19e                |
| 12                 | Elisa Longo Borghini (ITA) (route et chrono) | 2e                 |
| 13                 | Letizia Paternoster (ITA)                    | AB-3               |
| 14                 | Ellen van Dijk (NED)                         | 4e                 |

| Sunweb SUN | Sunweb SUN           | Sunweb SUN |
| ---------- | -------------------- | ---------- |
| Num        | Coureuse             | Pos        |
| 21         | Leah Kirchmann (CAN) | 5e         |
| 22         | Liane Lippert (GER)  | 18e        |
| 23         | Wilma Olausson (SWE) | 27e        |
| 24         | Julia Soek (NED)     | 24e        |
| 25         | Lorena Wiebes (NED)  | 3e         |

| Mitchelton-Scott MTS | Mitchelton-Scott MTS               | Mitchelton-Scott MTS |
| -------------------- | ---------------------------------- | -------------------- |
| Num                  | Coureuse                           | Pos                  |
| 31                   | Annemiek van Vleuten (NED) (route) | 6e                   |
| 32                   | Jessica Allen (AUS)                | AB-3                 |
| 33                   | Janneke Ensing (NED)               | 23e                  |
| 34                   | Jessica Roberts (GBR)              | 15e                  |
| 35                   | Sarah Roy (AUS)                    | 7e                   |
| 36                   | Georgia Williams (NZL)             | 17e                  |

| Canyon-SRAM Racing CSR | Canyon-SRAM Racing CSR     | Canyon-SRAM Racing CSR |
| ---------------------- | -------------------------- | ---------------------- |
| Num                    | Coureuse                   | Pos                    |
| 41                     | Alice Barnes (GBR) (route) | 9e                     |
| 42                     | Rotem Gafinovitz (ISR)     | 28e                    |
| 43                     | Ella Harris (NZL)          | AB-3                   |
| 44                     | Hannah Ludwig (GER)        | 13e                    |
| 45                     | Christa Riffel (GER)       | 33e                    |
| 46                     | Alexis Magner (USA)        | AB-3                   |

| Valcar-Travel & Service VAL | Valcar-Travel & Service VAL | Valcar-Travel & Service VAL |
| --------------------------- | --------------------------- | --------------------------- |
| Num                         | Coureuse                    | Pos                         |
| 51                          | Marta Cavalli (ITA)         | 16e                         |
| 52                          | Elisa Balsamo (ITA)         | 11e                         |
| 53                          | Chiara Consonni (ITA)       | 34e                         |
| 54                          | Vittoria Guazzini (ITA)     | 37e                         |
| 55                          | Barbara Malcotti (ITA)      | 58e                         |
| 56                          | Ilaria Sanguineti (ITA)     | 29e                         |

| Alé BTC Ljubljana ALE | Alé BTC Ljubljana ALE      | Alé BTC Ljubljana ALE |
| --------------------- | -------------------------- | --------------------- |
| Num                   | Coureuse                   | Pos                   |
| 61                    | Marta Bastianelli (ITA)    | 40e                   |
| 62                    | Maaike Boogaard (NED)      | 8e                    |
| 63                    | Eugenia Bujak (SLO)        | 12e                   |
| 64                    | Urša Pintar (SLO) (route)  | 38e                   |
| 65                    | Anna Trevisi (ITA)         | AB-3                  |
| 66                    | Eri Yonamine (JPN) (route) | 32e                   |

| Movistar Team MOV | Movistar Team MOV       | Movistar Team MOV |
| ----------------- | ----------------------- | ----------------- |
| Num               | Coureuse                | Pos               |
| 71                | Barbara Guarischi (ITA) | 35e               |
| 72                | Katrine Aalerud (NOR)   | 22e               |
| 73                | Jelena Erić (SRB)       | 20e               |
| 74                | Alicia González (ESP)   | 50e               |
| 75                | Gloria Rodríguez (ESP)  | 56e               |
| 76                | Alba Teruel (ESP)       | 59e               |

| Doltcini-Van Eyck-Proximus DVE | Doltcini-Van Eyck-Proximus DVE | Doltcini-Van Eyck-Proximus DVE |
| ------------------------------ | ------------------------------ | ------------------------------ |
| Num                            | Coureuse                       | Pos                            |
| 81                             | Christina Schweinberger (AUT)  | 21e                            |
| 82                             | Minke Bakker (NED)             | 60e                            |
| 83                             | Marieke de Groot (NED)         | 54e                            |
| 84                             | Nicole Hanselmann (SUI)        | 49e                            |

| Bepink BPK | Bepink BPK             | Bepink BPK |
| ---------- | ---------------------- | ---------- |
| Num        | Coureuse               | Pos        |
| 91         | Simona Frapporti (ITA) | 39e        |
| 92         | Camilla Alessio (ITA)  | 30e        |
| 93         | Vania Canvelli (ITA)   | 65e        |
| 94         | Giorgia Catarzi (ITA)  | 48e        |
| 95         | Silvia Valsecchi (ITA) | 26e        |
| 96         | Silvia Zanardi (ITA)   | 36e        |

| Cronos-Casa Dorada CDO | Cronos-Casa Dorada CDO    | Cronos-Casa Dorada CDO |
| ---------------------- | ------------------------- | ---------------------- |
| Num                    | Coureuse                  | Pos                    |
| 101                    | Alessia Vigilia (ITA)     | AB-3                   |
| 102                    | Sandra Alonso (ESP)       | 46e                    |
| 103                    | Lydia Iglesias (ESP)      | AB-3                   |
| 104                    | Małgorzata Jasińska (POL) | 44e                    |
| 105                    | Rachel Neylan (AUS)       | 52e                    |

| Bizkaia-Durango BDP | Bizkaia-Durango BDP    | Bizkaia-Durango BDP |
| ------------------- | ---------------------- | ------------------- |
| Num                 | Coureuse               | Pos                 |
| 111                 | Elizabeth Holden (GBR) | 45e                 |
| 112                 | Yurani Blanco (ESP)    | AB-1                |
| 113                 | Emilie Fortin (CAN)    | 57e                 |
| 114                 | Ariana Gilabert (ESP)  | AB-3                |

| Hitec Products-Birk Sport HPU | Hitec Products-Birk Sport HPU | Hitec Products-Birk Sport HPU |
| ----------------------------- | ----------------------------- | ----------------------------- |
| Num                           | Coureuse                      | Pos                           |
| 121                           | Lucy van der Haar (GBR)       | 55e                           |
| 122                           | Martine Gjøs (NOR)            | AB-1                          |
| 123                           | Vita Heine (NOR)              | 14e                           |
| 124                           | Mieke Kröger (GER)            | 10e                           |

| Sopela Women's Team SWT | Sopela Women's Team SWT        | Sopela Women's Team SWT |
| ----------------------- | ------------------------------ | ----------------------- |
| Num                     | Coureuse                       | Pos                     |
| 131                     | Claire Steels (GBR)            | 62e                     |
| 132                     | Naia Amondarain Gazañaga (ESP) | AB-1                    |
| 133                     | Maria Banlles Santamaria (ESP) | AB-1                    |
| 134                     | Sara Martín (ESP)              | 47e                     |
| 135                     | Emma Ortiz (ESP)               | AB-3                    |

| Massi Tactic MAT | Massi Tactic MAT              | Massi Tactic MAT |
| ---------------- | ----------------------------- | ---------------- |
| Num              | Coureuse                      | Pos              |
| 141              | Mireia Benito (ESP)           | 63e              |
| 142              | Belén López (ESP)             | 53e              |
| 143              | Martina Moreno Monteys (ESP)  | AB-3             |
| 144              | Patricia Ortega Ruiz (ESP)    | AB-3             |
| 145              | Gabrielle Pilote Fortin (CAN) | 64e              |
| 146              | Mireia Trias (ESP)            | 43e              |

| Río Miera-Cantabria Deporte RMC | Río Miera-Cantabria Deporte RMC | Río Miera-Cantabria Deporte RMC |
| ------------------------------- | ------------------------------- | ------------------------------- |
| Num                             | Coureuse                        | Pos                             |
| 151                             | Elisabet Escursell Valero (ESP) | AB-2                            |
| 152                             | Paula Diaz (ESP)                | 61e                             |
| 153                             | Carolina Esteban (ESP)          | 66e                             |
| 154                             | Susana Perez (ESP)              | AB-3                            |
| 155                             | Laura Tenorio (ESP)             | 67e                             |

| Ceratizit-WNT Pro Cycling WNT | Ceratizit-WNT Pro Cycling WNT   | Ceratizit-WNT Pro Cycling WNT |
| ----------------------------- | ------------------------------- | ----------------------------- |
| Num                           | Coureuse                        | Pos                           |
| 1                             | Lisa Brennauer (GER) (route)    | 1re                           |
| 2                             | Laura Asencio (FRA)             | 41e                           |
| 3                             | Maria Giulia Confalonieri (ITA) | 31e                           |
| 4                             | Julie Norman Leth (DEN)         | 25e                           |
| 5                             | Sarah Rijkes (AUT)              | 51e                           |
| 6                             | Lara Vieceli (ITA)              | 42e                           |

| Trek-Segafredo TFS | Trek-Segafredo TFS                           | Trek-Segafredo TFS |
| ------------------ | -------------------------------------------- | ------------------ |
| Num                | Coureuse                                     | Pos                |
| 11                 | Audrey Cordon-Ragot (FRA) (route)            | 19e                |
| 12                 | Elisa Longo Borghini (ITA) (route et chrono) | 2e                 |
| 13                 | Letizia Paternoster (ITA)                    | AB-3               |
| 14                 | Ellen van Dijk (NED)                         | 4e                 |

| Sunweb SUN | Sunweb SUN           | Sunweb SUN |
| ---------- | -------------------- | ---------- |
| Num        | Coureuse             | Pos        |
| 21         | Leah Kirchmann (CAN) | 5e         |
| 22         | Liane Lippert (GER)  | 18e        |
| 23         | Wilma Olausson (SWE) | 27e        |
| 24         | Julia Soek (NED)     | 24e        |
| 25         | Lorena Wiebes (NED)  | 3e         |

| Mitchelton-Scott MTS | Mitchelton-Scott MTS               | Mitchelton-Scott MTS |
| -------------------- | ---------------------------------- | -------------------- |
| Num                  | Coureuse                           | Pos                  |
| 31                   | Annemiek van Vleuten (NED) (route) | 6e                   |
| 32                   | Jessica Allen (AUS)                | AB-3                 |
| 33                   | Janneke Ensing (NED)               | 23e                  |
| 34                   | Jessica Roberts (GBR)              | 15e                  |
| 35                   | Sarah Roy (AUS)                    | 7e                   |
| 36                   | Georgia Williams (NZL)             | 17e                  |

| Canyon-SRAM Racing CSR | Canyon-SRAM Racing CSR     | Canyon-SRAM Racing CSR |
| ---------------------- | -------------------------- | ---------------------- |
| Num                    | Coureuse                   | Pos                    |
| 41                     | Alice Barnes (GBR) (route) | 9e                     |
| 42                     | Rotem Gafinovitz (ISR)     | 28e                    |
| 43                     | Ella Harris (NZL)          | AB-3                   |
| 44                     | Hannah Ludwig (GER)        | 13e                    |
| 45                     | Christa Riffel (GER)       | 33e                    |
| 46                     | Alexis Magner (USA)        | AB-3                   |

| Valcar-Travel & Service VAL | Valcar-Travel & Service VAL | Valcar-Travel & Service VAL |
| --------------------------- | --------------------------- | --------------------------- |
| Num                         | Coureuse                    | Pos                         |
| 51                          | Marta Cavalli (ITA)         | 16e                         |
| 52                          | Elisa Balsamo (ITA)         | 11e                         |
| 53                          | Chiara Consonni (ITA)       | 34e                         |
| 54                          | Vittoria Guazzini (ITA)     | 37e                         |
| 55                          | Barbara Malcotti (ITA)      | 58e                         |
| 56                          | Ilaria Sanguineti (ITA)     | 29e                         |

| Alé BTC Ljubljana ALE | Alé BTC Ljubljana ALE      | Alé BTC Ljubljana ALE |
| --------------------- | -------------------------- | --------------------- |
| Num                   | Coureuse                   | Pos                   |
| 61                    | Marta Bastianelli (ITA)    | 40e                   |
| 62                    | Maaike Boogaard (NED)      | 8e                    |
| 63                    | Eugenia Bujak (SLO)        | 12e                   |
| 64                    | Urša Pintar (SLO) (route)  | 38e                   |
| 65                    | Anna Trevisi (ITA)         | AB-3                  |
| 66                    | Eri Yonamine (JPN) (route) | 32e                   |

| Movistar Team MOV | Movistar Team MOV       | Movistar Team MOV |
| ----------------- | ----------------------- | ----------------- |
| Num               | Coureuse                | Pos               |
| 71                | Barbara Guarischi (ITA) | 35e               |
| 72                | Katrine Aalerud (NOR)   | 22e               |
| 73                | Jelena Erić (SRB)       | 20e               |
| 74                | Alicia González (ESP)   | 50e               |
| 75                | Gloria Rodríguez (ESP)  | 56e               |
| 76                | Alba Teruel (ESP)       | 59e               |

| Doltcini-Van Eyck-Proximus DVE | Doltcini-Van Eyck-Proximus DVE | Doltcini-Van Eyck-Proximus DVE |
| ------------------------------ | ------------------------------ | ------------------------------ |
| Num                            | Coureuse                       | Pos                            |
| 81                             | Christina Schweinberger (AUT)  | 21e                            |
| 82                             | Minke Bakker (NED)             | 60e                            |
| 83                             | Marieke de Groot (NED)         | 54e                            |
| 84                             | Nicole Hanselmann (SUI)        | 49e                            |

| Bepink BPK | Bepink BPK             | Bepink BPK |
| ---------- | ---------------------- | ---------- |
| Num        | Coureuse               | Pos        |
| 91         | Simona Frapporti (ITA) | 39e        |
| 92         | Camilla Alessio (ITA)  | 30e        |
| 93         | Vania Canvelli (ITA)   | 65e        |
| 94         | Giorgia Catarzi (ITA)  | 48e        |
| 95         | Silvia Valsecchi (ITA) | 26e        |
| 96         | Silvia Zanardi (ITA)   | 36e        |

| Cronos-Casa Dorada CDO | Cronos-Casa Dorada CDO    | Cronos-Casa Dorada CDO |
| ---------------------- | ------------------------- | ---------------------- |
| Num                    | Coureuse                  | Pos                    |
| 101                    | Alessia Vigilia (ITA)     | AB-3                   |
| 102                    | Sandra Alonso (ESP)       | 46e                    |
| 103                    | Lydia Iglesias (ESP)      | AB-3                   |
| 104                    | Małgorzata Jasińska (POL) | 44e                    |
| 105                    | Rachel Neylan (AUS)       | 52e                    |

| Bizkaia-Durango BDP | Bizkaia-Durango BDP    | Bizkaia-Durango BDP |
| ------------------- | ---------------------- | ------------------- |
| Num                 | Coureuse               | Pos                 |
| 111                 | Elizabeth Holden (GBR) | 45e                 |
| 112                 | Yurani Blanco (ESP)    | AB-1                |
| 113                 | Emilie Fortin (CAN)    | 57e                 |
| 114                 | Ariana Gilabert (ESP)  | AB-3                |

| Hitec Products-Birk Sport HPU | Hitec Products-Birk Sport HPU | Hitec Products-Birk Sport HPU |
| ----------------------------- | ----------------------------- | ----------------------------- |
| Num                           | Coureuse                      | Pos                           |
| 121                           | Lucy van der Haar (GBR)       | 55e                           |
| 122                           | Martine Gjøs (NOR)            | AB-1                          |
| 123                           | Vita Heine (NOR)              | 14e                           |
| 124                           | Mieke Kröger (GER)            | 10e                           |

| Sopela Women's Team SWT | Sopela Women's Team SWT        | Sopela Women's Team SWT |
| ----------------------- | ------------------------------ | ----------------------- |
| Num                     | Coureuse                       | Pos                     |
| 131                     | Claire Steels (GBR)            | 62e                     |
| 132                     | Naia Amondarain Gazañaga (ESP) | AB-1                    |
| 133                     | Maria Banlles Santamaria (ESP) | AB-1                    |
| 134                     | Sara Martín (ESP)              | 47e                     |
| 135                     | Emma Ortiz (ESP)               | AB-3                    |

| Massi Tactic MAT | Massi Tactic MAT              | Massi Tactic MAT |
| ---------------- | ----------------------------- | ---------------- |
| Num              | Coureuse                      | Pos              |
| 141              | Mireia Benito (ESP)           | 63e              |
| 142              | Belén López (ESP)             | 53e              |
| 143              | Martina Moreno Monteys (ESP)  | AB-3             |
| 144              | Patricia Ortega Ruiz (ESP)    | AB-3             |
| 145              | Gabrielle Pilote Fortin (CAN) | 64e              |
| 146              | Mireia Trias (ESP)            | 43e              |

| Río Miera-Cantabria Deporte RMC | Río Miera-Cantabria Deporte RMC | Río Miera-Cantabria Deporte RMC |
| ------------------------------- | ------------------------------- | ------------------------------- |
| Num                             | Coureuse                        | Pos                             |
| 151                             | Elisabet Escursell Valero (ESP) | AB-2                            |
| 152                             | Paula Diaz (ESP)                | 61e                             |
| 153                             | Carolina Esteban (ESP)          | 66e                             |
| 154                             | Susana Perez (ESP)              | AB-3                            |
| 155                             | Laura Tenorio (ESP)             | 67e                             |